# Вазописец Хоэфор

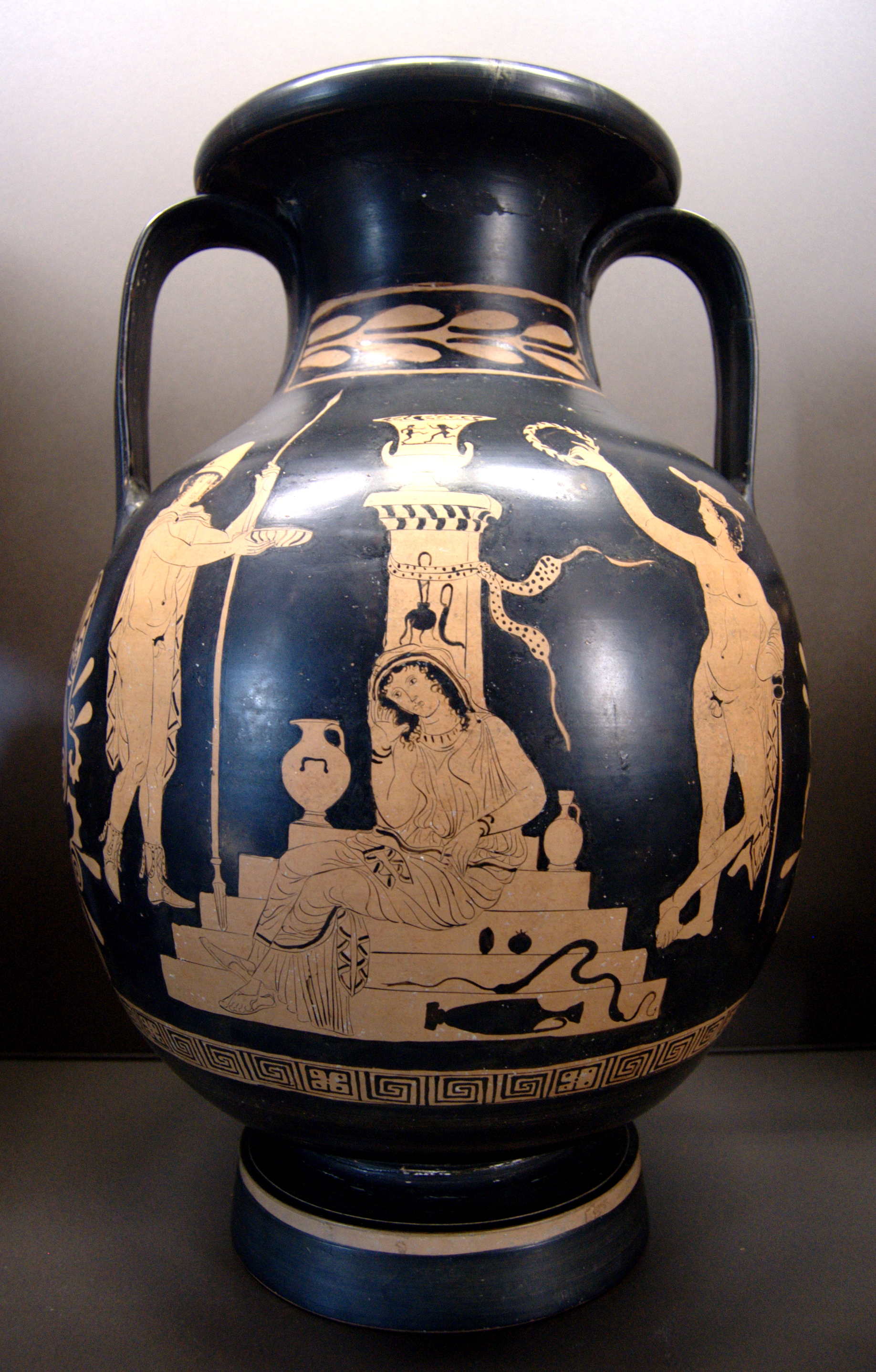
Именная пелика: Орестея, Гермес и Электра, Лувр

Вазописец Хоэфор (англ. Choephoroi Painter, нем. Choephoren-Maler) — анонимный греческий вазописец, работавший в Лукании в середине IV века до н. э. в 
краснофигурной технике.

## Известные работы
- Именная ваза — пелика с изображением сцены из второй пьесы тетралогии «Орестеи» — «Хоэфоры» (греч. Χοηφόροι)[1]). Сторона А вазы изображает три фигуры — Ореста, Гермеса и Электру, сидящую на ступенях. Это типичная луканийская театральная ваза[2]. Экспонируется в Лувре (зал № 44).
- Несторида со сценой смерти Актеона. На стороне A1: Актеон превращается в оленя по воле богини Артемиды и его разрывают на части собаки. За этим наблюдает нимфа Наис. На стороне А2 изображены Фрикс, Гелла и Золотое руно. Сторона В: Ореста преследуют Эринии[3][4]. Хранится в Гарвардском художественном музее (Кембридж, США).
- Скифос, датированный 360—340 годами до н. э., с характерным для вазописца Хоэфор изображением фигур в три четверти[5].